# 福泉寺 (渋谷区)
福泉寺（ふくせんじ）は、東京都渋谷区にある天台宗の寺院。

## 概要
1212年（建暦2年）、荒井智明の開基である。荒井智明は源頼家の側近近藤是茂の家来であった。頼家が修禅寺で暗殺された後、代々木の地で頼家の菩提を弔っていた。そして霊夢のお告げにより、鶴岡八幡宮から分霊を勧請し、代々木八幡宮を創建した。その別当寺として創建されたのが起源である。
1644年（正保元年）、伝誉が中興するとともに、これまで浄土宗の寺院であったのを、天台宗に転宗した。
幕末期に火災に遭い、続いて明治時代には代々木八幡宮の別当寺の任を解かれたこともあり、寺運衰微し一部堂宇の撤去を余儀なくされている。
境内には、釈迦を象徴する仏足石が置かれている他、1871年に没した剣術家・造幣寮権允の斎藤弥九郎の墓所がある。

## 交通アクセス
- 代々木八幡駅より徒歩5分。